# Coenonympha pamphilus
Coenonympha pamphilus é uma espécie de insetos lepidópteros, mais especificamente de borboletas conhecidas por nêspera pertencente à família Nymphalidae.
A autoridade científica da espécie é Linnaeus, tendo sido descrita no ano de 1758.
Trata-se de uma espécie presente no território português.

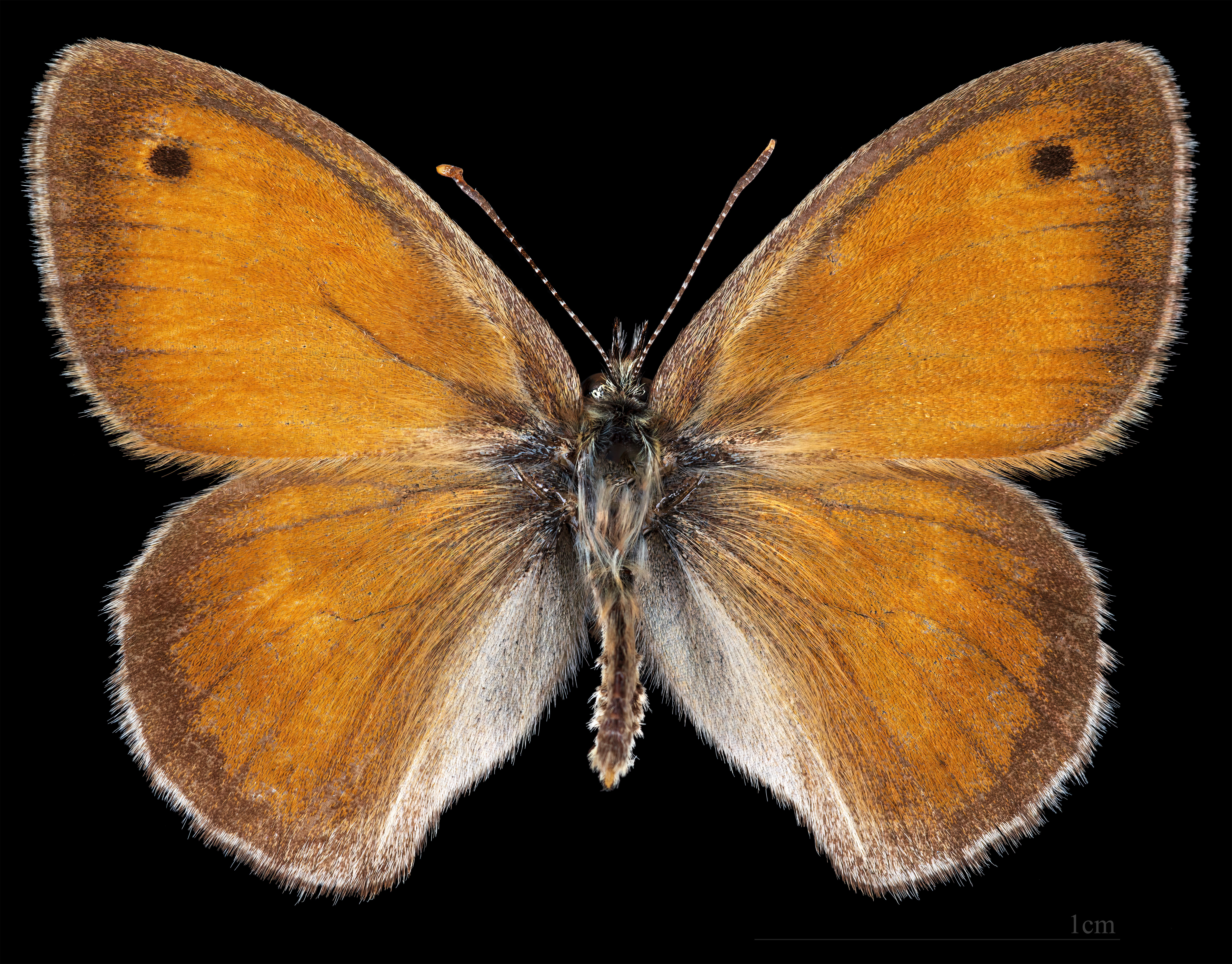
Coenonympha pamphilus ♂
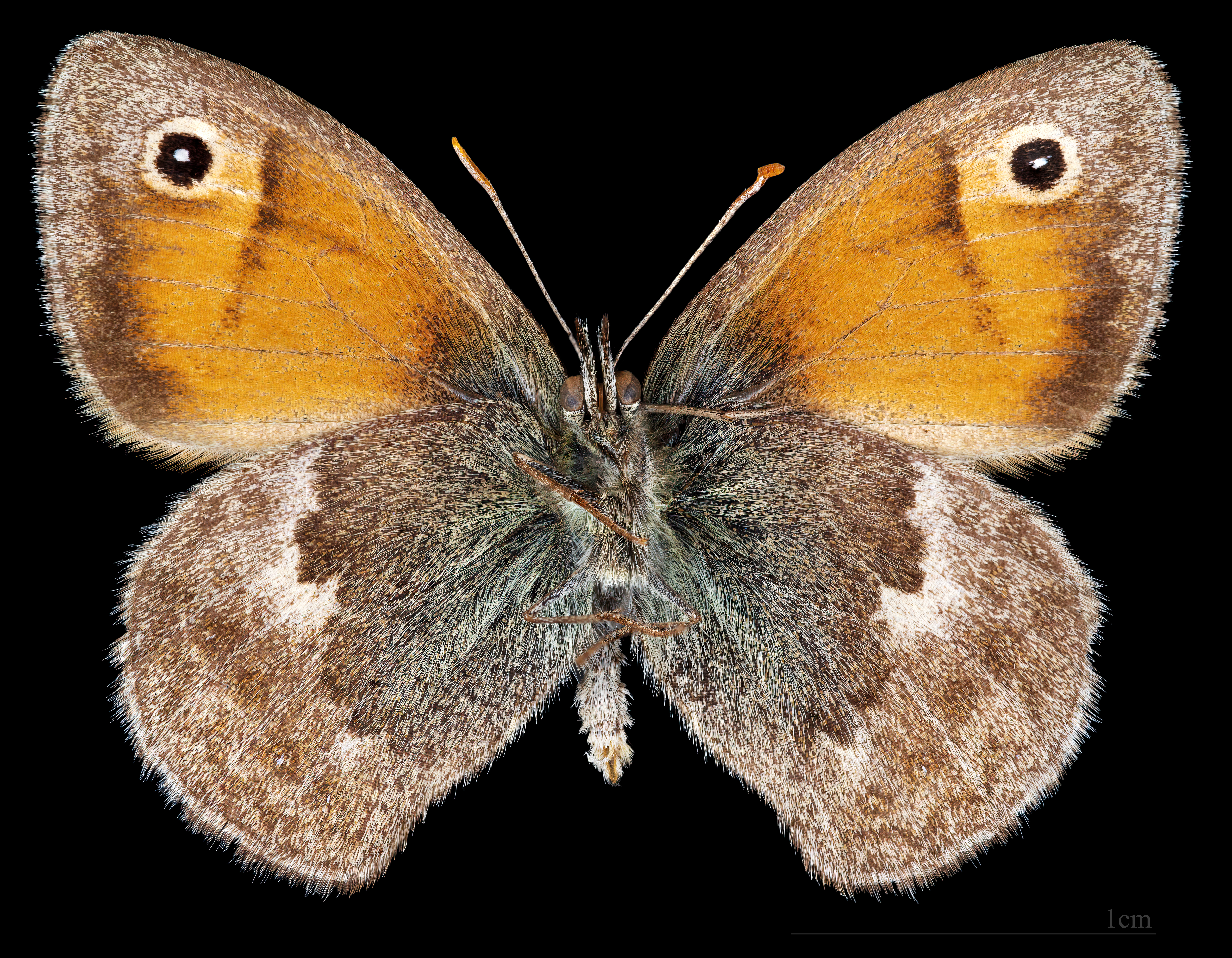
Coenonympha pamphilus ♂ △